# Goodyear 400
Le Goodyear 400 est une course automobile de véhicule type stock-car, organisée de 1957 à 2004 et depuis 2019 par la NASCAR et qui compte pour le championnat de NASCAR Cup Series.  
Elle se déroule au printemps et sur le circuit Darlington Raceway de Darlington dans l'État de Caroline du Sud aux États-Unis.

## Histoire
Une première course longue de 100 milles (161 km) est organisée sur le circuit de Darlington en mai 1952 mais la NASCAR n'organisera des courses de façon régulière qu'à partir de 1955. 
Sa longueur est portée à 300 milles (483 km) et est baptisée Rebel 300.  
La course est portée à 400 milles (644 km) en 1966 et à 500 milles (805 km) en 1973 
Pendant un certain temps, elle se tient à une date la plus proche du 10 mai  date correspondant au Confederate Memorial Day célébré en Caroline du Sud.
En 1994, la course est à nouveau disputée sur une distance de 400 milles (644 km). 
En 2005, à la suite du procès Ferko et d'un réalignement du calendrier de la NASCAR, le circuit de Darlington ne se voit plus octroyé qu'une seule course par an. Le Southern 500  va subsister mais il aura lieu en automne pendant le week-end de la fête des mères. 
Le Carolina Dodge Dealers 400 est supprimé mais son sponsor (Dodge) devient celui du Southern 500.

## Caractéristiques
- Course :
  - Longueur : 400,238 milles (644,121 km)
  - Nombre de tour : 293
    - Segment 1 : 90 tours
    - Segment 2 : 95 tours
    - Segment 3 : 108 tours

- Piste :
  - Revêtement : asphalte
  - Longueur circuit : 1,366 milles (2,198 km)
  - Nombre de virages : 4
  - Inclinaison (Banking) :
    - Virages 1 et 2 : 25°
    - Virages 3 et 4 : 23°
    - Ligne droite avant : 3°
    - Ligne droite arrière : 2°

- Record du tour de piste : 26,705 secondes par Aric Almirola (Richard Petty Motorsports) le 11 avril 2014 à l'occasion d'une course de NASCAR Cup Series.

## Palmarès
| Année     | Date      | Pilote              | Écurie                      | Châssis             | Course              | Course              | Course              | Course            | Note       |
| --------- | --------- | ------------------- | --------------------------- | ------------------- | ------------------- | ------------------- | ------------------- | ----------------- | ---------- |
| Année     | Date      | Pilote              | Écurie                      | Châssis             | Tours               | Miles (km)          | Durée               | Moyenne (miles/h) | Note       |
| 1957      | 12 mai    | Fireball Roberts    | Peter DePaolo               | Ford                | 219                 | 301,125 (484,613)   | 2 h 47 min 23 s     | 107,941           | ,          |
| 1958      | 10 mai    | Curtis Turner (en)  | Holman-Moody                | Ford                | 219                 | 301,125 (484,613)   | 2 h 44 min 08 s     | 109,624           | [ Note 2 ] |
| 1959      | 9 mai     | Fireball Roberts    | Frank Strickland            | Chevrolet           | 219                 | 301,125 (484,613)   | 2 h 36 min 00 s     | 115,817           | [ Note 2 ] |
| 1960      | 14 mai    | Joe Weatherly       | Holman-Moody                | Ford                | 219                 | 301,125 (484,613)   | 2 h 56 min 01 s     | 102,640           | [ Note 3 ] |
| 1961      | 6 mai     | Fred Lorenzen       | Holman-Moody                | Ford                | 219                 | 301,125 (484,613)   | 2 h 31 min 10 s     | 119,520           | [ Note 3 ] |
| 1962      | 12 mai    | Nelson Stacy        | Holman-Moody                | Ford                | 219                 | 301,125 (484,613)   | 2 h 33 min 17 s     | 117,429           | [ Note 2 ] |
| 1963      | 11 mai    | Joe Weatherly       | Bud Moore Engineering       | Ford                | 2 x 110             | 2 X 151,2 (243,413) |                     |                   | ,          |
| 1964      | 9 mai     | Fred Lorenzen       | Holman-Moody                | Ford                | 219                 | 301,125 (484,613)   | 2 h 18 min 51 s     | 130,013           |            |
| 1965      | 8 mai     | Junior Johnson      | Junior Johnson & Associates | Ford                | 219                 | 301,125 (484,613)   | 2 h 41 min 32 s     | 111,849           |            |
| 1966      | 30 avril  | Richard Petty       | Petty Enterprises           | Plymouth            | 291                 | 400,125 (643,938)   | 3 h 01 min 53 s     | 131,993           |            |
| 1967      | 13 mai    | Richard Petty       | Petty Enterprises           | Plymouth            | 291                 | 400,125 (643,938)   | 3 h 10 min 56 s     | 125,738           |            |
| 1968      | 11 mai    | David Pearson       | Holman-Moody                | Ford                | 291                 | 400,125 (643,938)   | 3 h 00 min 54 s     | 132,699           |            |
| 1969      | 10 mai    | LeeRoy Yarbrough    | Junior Johnson & Associates | Mercury             | 291                 | 400,125 (643,938)   | 3 h 02 min 28 s     | 131,572           |            |
| 1970      | 9 mai     | David Pearson       | Holman-Moody                | Ford                | 291                 | 400,125 (643,938)   | 3 h 05 min 07 s     | 129,688           |            |
| 1971      | 2 mai     | Buddy Baker         | Petty Enterprises           | Dodge               | 293                 | 400,238 (644,12)    | 3 h 03 min 46 s     | 130,678           |            |
| 1972      | 16 avril  | David Pearson       | Wood Brothers Racing        | Mercury             | 293                 | 400,238 (644,12)    | 3 h 13 min 00 s     | 124,406           |            |
| 1973      | 15 avril  | David Pearson       | Wood Brothers Racing        | Mercury             | 367                 | 501,322 (806,799)   | 4 h 04 min 14 s     | 122,655           |            |
| 1974      | 7 avril   | David Pearson       | Wood Brothers Racing        | Mercury             | 330                 | 450,78 (725,460)    | 3 h 50 min 06 s     | 117,543           | [ Note 5 ] |
| 1975      | 13 avril  | Bobby Allison       | Penske Racing               | AMC Matador         | 367                 | 501,322 (806,799)   | 4 h 15 min 41 s     | 117,597           |            |
| 1976      | 11 avril  | David Pearson       | Wood Brothers Racing        | Mercury             | 367                 | 501,322 (806,799)   | 4 h 04 min 36 s     | 122,973           |            |
| 1977      | 3 avril   | Darrell Waltrip     | DiGard Motorsports          | Chevrolet           | 367                 | 501,322 (806,799)   | 3 h 53 min 18 s     | 128,817           |            |
| 1978      | 9 avril   | Benny Parsons       | L.G. DeWitt                 | Chevrolet           | 367                 | 501,322 (806,799)   | 3 h 55 min 50 s     | 127,544           |            |
| 1979      | 8 avril   | Darrell Waltrip     | DiGard Motorsports          | Chevrolet           | 367                 | 501,322 (806,799)   | 4 h 06 min 59 s     | 121,721           |            |
| 1980      | 13 avril  | David Pearson       | Hoss Ellington              | Chevrolet           | 189                 | 258,174 (415,49)    | 2 h 23 min 49 s     | 112,397           | [ Note 6 ] |
| 1981      | 12 avril  | Darrell Waltrip     | Junior Johnson & Associates | Buick               | 367                 | 501,322 (806,799)   | 3 h 57 min 24 s     | 126,703           |            |
| 1982      | 4 avril   | Dale Earnhardt      | Bud Moore Engineering       | Ford                | 367                 | 501,322 (806,799)   | 4 h 03 min 27 s     | 123,554           | [ Note 7 ] |
| 1983      | 10 avril  | Harry Gant          | Hal Needham                 | Buick               | 367                 | 501,322 (806,799)   | 3 h 50 min 05 s     | 130,406           |            |
| 1984      | 15 avril  | Darrell Waltrip     | Junior Johnson & Associates | Chevrolet           | 367                 | 501,322 (806,799)   | 4 h 18 min 16 s     | 119,925           |            |
| 1985      | 14 avril  | Bill Elliott        | Melling Racing              | Ford                | 367                 | 501,322 (806,799)   | 3 h 58 min 08 s     | 126,295           |            |
| 1986      | 13 avril  | Dale Earnhardt      | Richard Childress Racing    | Chevrolet           | 367                 | 501,322 (806,799)   | 3 h 53 min 11 s     | 128,994           |            |
| 1987      | 29 mars   | Dale Earnhardt      | Richard Childress Racing    | Chevrolet           | 367                 | 501,322 (806,799)   | 4 h 05 min 28 s     | 122,540           |            |
| 1988      | 27 mars   | Lake Speed          | Lake Speed                  | Oldsmobile          | 367                 | 501,322 (806,799)   | 3 h 49 min 07 s     | 131,284           |            |
| 1989      | 2 avril   | Harry Gant          | Leo Jackson Racing          | Oldsmobile          | 367                 | 501,322 (806,799)   | 4 h 20 min 29 s     | 115,475           |            |
| 1990      | 1er avril | Dale Earnhardt      | Richard Childress Racing    | Chevrolet           | 367                 | 501,322 (806,799)   | 4 h 02 min 26 s     | 124,073           |            |
| 1991      | 7 avril   | Ricky Rudd          | Hendrick Motorsports        | Chevrolet           | 367                 | 501,322 (806,799)   | 3 h 41 min 50 s     | 135,594           |            |
| 1992      | 29 mars   | Bill Elliott        | Junior Johnson & Associates | Ford                | 367                 | 501,322 (806,799)   | 3 h 35 min 50 s     | 139,364           |            |
| 1993      | 28 mars   | Dale Earnhardt      | Richard Childress Racing    | Chevrolet           | 367                 | 501,322 (806,799)   | 3 h 33 min 29 s     | 139,958           |            |
| 1994      | 27 mars   | Dale Earnhardt      | Richard Childress Racing    | Chevrolet           | 293                 | 400,238 (644,12)    | 3 h 01 min 20 s     | 132,432           |            |
| 1995      | 26 mars   | Sterling Marlin     | Morgan-McClure Motorsports  | Chevrolet           | 293                 | 400,238 (644,12)    | 3 h 35 min 35 s     | 111,392           |            |
| 1996      | 24 mars   | Jeff Gordon         | Hendrick Motorsports        | Chevrolet           | 293                 | 400,238 (644,12)    | 3 h 12 min 26 s     | 124,792           |            |
| 1997      | 23 mars   | Dale Jarrett        | Robert Yates Racing         | Ford                | 293                 | 400,238 (644,12)    | 3 h 18 min 12 s     | 121,162           |            |
| 1998      | 22 mars   | Dale Jarrett        | Robert Yates Racing         | Ford                | 293                 | 400,238 (644,12)    | 3 h 07 min 40 s     | 127,962           |            |
| 1999      | 21 mars   | Jeff Burton         | Roush Racing                | Ford                | 164                 | 224,024 (360,531)   | 1 h 50 min 49 s     | 121,294           | [ Note 6 ] |
| 2000      | 19 mars   | Ward Burton         | Bill Davis Racing           | Pontiac             | 293                 | 400,238 (644,12)    | 3 h 07 min 30 s     | 128,076           |            |
| 2001      | 18 mars   | Dale Jarrett        | Robert Yates Racing         | Ford                | 293                 | 400,238 (644,12)    | 3 h 09 min 45 s     | 126,557           |            |
| 2002      | 17 mars   | Sterling Marlin     | Chip Ganassi Racing         | Dodge               | 293                 | 400,238 (644,12)    | 3 h 10 min 29 s     | 126,070           |            |
| 2003      | 16 mars   | Ricky Craven        | PPI Motorsports             | Pontiac             | 293                 | 400,238 (644,12)    | 3 h 10 min 16 s     | 126,214           |            |
| 2004      | 21 mars   | Jimmie Johnson      | Hendrick Motorsports        | Chevrolet           | 293                 | 400,238 (644,12)    | 3 h 30 min 39 s     | 114,001           |            |
| 2005-2019 | 2005-2019 | Course non disputée | Course non disputée         | Course non disputée | Course non disputée | Course non disputée | Course non disputée |                   |            |
| 2020 I    | 17 mai    | Kevin Harvick       | Stewart-Haas Racing         | Ford                | 293                 | 400,238 (644,12)    | 3 h 27 min 21 s     | 115,815           |            |
| 2020 II   | 20 mai    | Denny Hamlin        | Joe Gibbs Racing            | Toyota              | 208                 | 248,128 (457,162)   | 2 h 42 min 23 s     | 104,984           | [ Note 6 ] |
| 2021      | 9 mai     | Martin Truex Jr.    | Joe Gibbs Racing            | Toyota              | 293                 | 400,236 (644,12)    | 3 h 14 min 21 s     | 123,562           |            |
| 2022      | 8 mai     | Joey Logano         | Team Penske                 | Ford                | 293                 | 400,236 (644,12)    | 3 h 21 min 32 s     | 119,158           |            |
| 2023      | 14 mai    | William Byron       | Hendrick Motorsports        | Chevrolet           | 295*                | 402,970 (648,516)   | 3 h 23 min 23 s     | 118,880           | [ Note 8 ] |
| 2024      | 14 mai    | Brad Keselowski     | RFK Racing                  | Ford                | 293                 | 400,238 (644,120)   | 3 h 12 min 30 s     | 124,750           |            |
| 2025      | 9 avril   | Denny Hamlin        | Joe Gibbs Racing            | Toyota              | 297*                | 405,702 (652,913)   | 3 h 21 min 14 s     | 120,965           | [ Note 8 ] |

1. ↑  Course déplacée du samedi au dimanche en raison de la pluie.
2. 1 2 3 4  La course était organisée pour les cabriolets.
3. 1 2  Course a été organisée pour les cabriolets, mais la course comptait pour championnat Grand National (maintenant Cup Series).
4. ↑  Course organisée en deux parties de 110 tours. Le meilleur classement combiné dans les deux manches détermine le gagnant.
5. ↑  Aurait dû être une course de 804 km (500 mile) mais fut raccourcie de dix pour cent en raison de la crise de l'énergie par la NASCAR pour la première moitié de la saison 1974.
6. 1 2 3  Course raccourcie en raison de la pluie.
7. ↑  Première des 9 victoires de Dale Earnhardt sur ce circuit.
8. 1 2  Course terminée après une prolongation survenue à la suite d'un drapeau jaune dans les derniers tours (procédure d'overtime.

## Pilotes multiples vainqueurs
| Nb.              | Pilote          | Année                                    |
| ---------------- | --------------- | ---------------------------------------- |
| 7                | David Pearson   | 1968, 1970, 1972, 1973, 1974, 1976, 1980 |
| 6                | Dale Earnhardt  | 1982, 1986, 1987, 1990, 1993, 1994       |
| 4                | Darrell Waltrip | 1977, 1979, 1981, 1984                   |
| 3                | Dale Jarrett    | 1997, 1998, 2001                         |
| 2                |                 |                                          |
| Bill Elliott     | 1985, 1992      |                                          |
| Denny Hamlin     | 2020 II, 2025   |                                          |
| Fireball Roberts | 1957, 1959      |                                          |
| Fred Lorenzen    | 1961, 1964      |                                          |
| Harry Gant (en)  | 1983, 1989      |                                          |
| Joe Weatherly    | 1960, 1963      |                                          |
| Richard Petty    | 1966, 1967      |                                          |
| Sterling Marlin  | 1995, 2002      |                                          |

## Statistiques par écuries
| Nb. | Écuries                     | Année                                    |
| --- | --------------------------- | ---------------------------------------- |
| 7   | Holman-Moody (en)           | 1958, 1960, 1961, 1962, 1964, 1968, 1970 |
| 5   | Junior Johnson & Associates | 1965, 1969, 1981, 1984, 1992             |
| 5   | Richard Childress Racing    | 1986, 1987, 1990, 1993, 1994             |
| 4   | Wood Brothers Racing        | 1972, 1973, 1974, 1976                   |
| 4   | Hendrick Motorsports        | 1991, 1996, 2004, 2023                   |
| 3   | Joe Gibbs Racing            | 2020 II, 2021, 2025                      |
| 3   | Petty Enterprises           | 1966, 1967, 1971                         |
| 3   | Robert Yates Racing         | 1997, 1998, 2001                         |
| 2   | Bud Moore Engineering       | 1963, 1982                               |
| 2   | DiGard Motorsports          | 1977, 1979                               |
| 2   | RFK Racing                  | 1994, 2024                               |

## Statistiques par marques
| Nb. | Manufacturier | Année |
| --- | ------------- | --- |
| 20  | Ford          | 1957, 1958, 1960, 1961, 1962, 1963, 1964, 1965, 1968, 1970, 1982, 1985, 1992, 1997, 1998, 1999, 2001, 2020 I, 2022, 2024 |
| 16  | Chevrolet     | 1959, 1977, 1978, 1979, 1980, 1984, 1986, 1987, 1990, 1991, 1993, 1994, 1995, 1996, 2004, 2023                           |
| 5   | Mercury       | 1969, 1972, 1973, 1974, 1976                                                                                             |
| 3   | Toyota        | 2020 II, 2021, 2025 |
| 2   | Plymouth      | 1966, 1967 |
| 2   | Buick         | 1981, 1983 |
| 2   | Oldsmobile    | 1988, 1989 |
| 2   | Dodge         | 1971, 2002 |
| 2   | Pontiac       | 2000, 2003 |
| 1   | Hudson        | 1952 |
| 1   | AMC           | 1975 |